# Jaroslav Kvapil
Jaroslav Kvapil (ur. 25 września 1868 w Chudenicach, zm. 10 stycznia 1950 w Pradze) – czeski reżyser, dramatopisarz i poeta; mąż aktorki Hany Kvapilovej.

## Życiorys
Studiował na fakultetach medycznym i filozoficznym czeskiego uniwersytetu w Pradze. Potem poświęcił się dziennikarstwu (1891-94 Hlas národa, 1894-98 Národní listy), literaturze i teatrowi.
W latach 1898–1904 redagował cykl Zlatá Praha i 1897-1925 Ottova Světová knihovna. Reżyser (z 1900 r.), dramaturg i szef części dramatycznej Teatru Narodowego (1911-18), potem reżyser Teatru Miejskiego na Vinohradach (1921-28). Jako reżyser nawiązywał do światowych trendów teatralnych (M. Reinhardt, K.S. Stanislavskij) i w ten sposób został pionierem nowoczesnej reżyserii czeskiej, zwłaszcza w dramatach Williama Shakespeare’a i Henrika Ibsena. W dziełach poetyckich przeszedł z reminiscencji na symbolizm francuski (Padající hvězdy, 1889; Růžový keř, 1890) i na liryczne i śpiewne wyrażanie przeżyć oraz uczuć (Liber aureus, 1894). Jako dramatopisarz znany z baśni poetyckiej Princezna Pampeliška (1897) i autor libretta opery Antonína Dvořáka Rusalka (premiera w 1901 r.). Także tłumacz dzieł dramatycznych autorów światowych (B. M. Bjoernson, Henrik Ibsen) oraz autor pamiętników O čem vím (1932). Po wybuchu I wojny światowej jeden z uczestników krajowego ruchu oporu. Wiosną 1917 r. współinicjator Manifestu Pisarzy Czeskich. W czasach II wojny światowej i okupacji niemieckiej członek ruchu oporu (grupa Lípa, organizacja Přípravný národně revoluční výbor). Ujęty przez Gestapo i w latach 1944–1945 trzymany w więzieniach faszystowskich.